# GFANZ
Die Glasgow Financial Alliance for Net Zero (GFANZ), deutsch: Glasgower Finanzallianz für Netto Null, ist eine Gruppe, die sich an der Klimakonferenz COP26 in Glasgow bildete. Sie beschreibt sich selber als eine globale Koalition der führenden Finanzinstitutionen, welche sich der „Beschleunigung der Dekarbonisierung“ verschrieben haben.

## Ziel und Aufbau
Die Gruppe möchte nach eigenen Angaben das Ziel des Übereinkommen von Paris unterstützen, den Temperaturanstieg der Klimaerwärmung auf 1,5 °C beschränken und insbesondere den Beitrag des Finanzsektors beizutragen. Die Gruppe besteht aus über 550 Firmen aus mehr als 50 Ländern. Bis 2030 soll ein Zwischenziel angestrebt werden und transparent über den Fortschritt berichtet werden.
Die Allianz besteht aus mehreren branchenspezifischen Untergruppen. Co-Vorsitzende sind der Sondergesandte der Vereinten Nationen und frühere Bürgermeister von New York Michael Bloomberg sowie der ehemalige Bankmanager Mark Carney.

## Kritik
Im Oktober 2022 wurde berichtet, dass zwei Pensionskassen, Cbus Super und die österreichische Bundespensionskasse die Koalition aufgrund neuer Regeln bezüglich der Mitgliedschaft bei der Investition in fossile Energie verlassen. Ende Oktober 2022 kündigte die GFANZ an, die Bedingung bei der Klimainitiative der Vereinten Nationen (Race to Zero) teilzunehmen, als Mitgliedskriterium fallen zu lassen. Umweltgruppen kritisierten diesen Entscheid.
Trotz dieser Lockerung gaben im November 2022 die GFANZ-Mitglieder JP Morgan Chase, Bank of America und Morgan Stanley an, unter Umständen aus der Allianz austreten zu müssen. Im Februar 2023 trat die GLS Gemeinschaftsbank aus der Net Zero Banking Alliance der GFANZ aus, da die Bank befürchtete, die großen Banken würden verhindern, die gesteckten Ziele zu erreichen.
Im Dezember 2022 trat die Vanguard Group aus der Allianz aus der Net Zero Asset Managers (NZAM) aus. Kritiker bemängelten, dass es Vanguard nie ernsthaft darum gegangen sei, ihr Netto Null Ziel umzusetzen.
Die Schweizerische Zurich Insurance Group trat im April 2023 als zweite Versicherung nach der Münchener Rück aus der Untergruppe Net Zero Insurers Alliance (NZIA) aus. Als Begründung gab der Versicherungskonzern an, dass man Kunden aus klimaschädlichen Industrien beim Übergang helfen möchte, was die NZIA nicht ermögliche. Im Mai 2023 trat die Swiss Re aus der Gruppe aus. Nach kartellrechtlichen Vorwürfen aus den Vereinigten Staaten, kündigten Ende Mai 2023 auch Allianz SE, Scor und Lloyd’s of London ihr Ausscheiden aus der Net-Zero Insurance Alliance an.
Kritisiert wird von Umweltverbänden, dass die Finanzinstitutionen in GFANZ weiterhin in fossile Energien investieren können und werfen der Organisation Greenwashing vor. Im November 2022 erklärte die Nichtregierungsorganisation Global Witness, dass die Mitglieder der GFANZ mit ihren Investitionen das Risiko der Entwaldung erhöht hätten. Im Februar 2023 trat die GLS Gemeinschaftsbank aus der Net-Zero Banking Alliance aus, da sie befürchtete, dass große Banken die Ziele der Allianz verhindern könnten.